# Административна подела Луксембурга
Три дистрикта Луксембурга чине поделу Великог Војводства Луксембурга. Дистрикти су даље подељени на кантоне:
1. Округ Дикирх
  - Дикирх
  - Клерво
  - Реданж
  - Вианден
  - Вилц
2. Округ Гревенмахер
  - Гревенмахер
  - Ехтернах
  - Ремих
3. Округ Луксембург
  - Луксембург
  - Капелен
  - Еш-сур-Алзет
  - Мерш